# Zilog Z16C01
A Zilog Z16C01 egy számítógépes perifériákban való felhasználást célzó speciális 16 bites CPU típus, amelyet a Zilog az 1980-as évek elején jelentetett meg, a Zilog Z8000 csipkészlet részeként. Ez a processzor, párjával, a Zilog Z16C02-vel együtt a soros kommunikációs vezérlőcsip feladatát látja el. 
A soros kommunikációs vezérlők (serial communication controller, SCC) az UART feladatait látják el egy számítógépes rendszerben, például kezelik az RS-232 szabványú soros kommunikációs protokollt. A Z16C01-alapú vezérlők nemcsak a szabványos UART feladatokat végzik, hanem ezen felül a HDLC/SDLC protokoll szerinti kommunikációt is kezelik (HDLC: High-Level Data Link Control, SDLC: Synchronous Data Link Control – kommunikációs protokollok). Ez a csiptípus a korábbi Zilog SIO (serial I/O, soros ki- és bevitel) típusú csipeket váltotta fel; egy komplett CISC-típusú mikroprocesszort tartalmaz. Regisztertára bővíthető, saját utasításkészlete, adattípusai, címzési módjai vannak, megszakításokat és csapdákat kezel. Kiegészítő egységei pl. a beépített baud-ráta generátor és a Z-busz interfész. Ezáltal a Z16C01-es egy önálló mikrovezérlő, a kommunikációs feladatok ellátásának szerepkörében.
A Zilog Z16C01 egy változata a Zilog Z16C02 jelzésű csip, ezek a belső és külső memória méretében különböznek:
Zilog Z16C01 : címezhető memória: 8 MiB, memóriakiterjesztés: 48 MiB
Zilog Z16C02 : címezhető memória: 64 KiB, memóriakiterjesztés: 384 KiB
Ezek a csipek egy 16 bites mikrovezérlő-család tagjai. A beléjük épített CPU felépítése RISC-hez hasonló betöltő/tároló architektúrát alkalmaz, amely 414 utasításával azonban végső soron CISC típusú. Utasításvérehajtásának két privilegizációs szintje van (rendszer mód és normál mód), ami lehetővé teszi a privilegizált utasítások használatát és az operációs rendszerek fejlettebb kialakítását. A processzor regiszterei egy regisztertárba szerveződnek, amelyet a processzor különféleképpen csoportosíthat és átlapoltan is képes elérni azokat. Megszakítási rendszere három fajta megszakítást kezel: nem maszkolható, maszkolható és vektoros megszakításokat, ezek mellett négy esemény csapdázható. A processzor hét adattípust kezel; az adattípusok a bitektől a 32 bites szavakig terjednek, használhatók bájtos és szavas stringek.